# Michelle Wie
Michelle Sung Wie West, nata Wie Sung-Mi (hangŭl: 미셸 위); Honolulu, 11 ottobre 1989), è una golfista statunitense, attiva principalmente nel LPGA Tour.

## Biografia
Wie è nata l'11 ottobre 1989 a Honolulu, Hawaii. È l'unica figlia di genitori immigrati dalla Corea del Sud arrivati negli Stati Uniti negli anni '80. Suo padre, Byung-wook Wie, è un ex professore di gestione del settore dei viaggi presso l'Università delle Hawaii. Sua madre, Bo, è stata campionessa di golf amatoriale femminile della Corea del Sud nel 1985 e ha gareggiato in un concorso di bellezza di Miss Corea. Suo nonno paterno, Sang-Kyu Wie, residente a Jangheung, Jeollanam-do, era un professore emerito alla Seoul National University. Quando è nata, Wie aveva la doppia cittadinanza della Corea del Sud (per jus sanguinis) e degli Stati Uniti (per jus soli). Ha rinunciato alla cittadinanza sudcoreana nel febbraio 2013.
Wie si è laureata alla Punahou School di Honolulu nel giugno 2007. Il 19 dicembre 2006 ha annunciato che avrebbe frequentato l'Università di Stanford, dove ci sono legami familiari. Suo nonno paterno era un professore in visita e sua zia e suo zio sono entrambi laureati.

### Vita privata
Nel marzo 2019, Wie ha annunciato di essere fidanzata con Jonnie West, direttore delle operazioni di basket dei Golden State Warriors e figlio della leggenda dell'NBA Jerry West. Si sono sposati il 10 agosto 2019 in una casa privata a Beverly Hills, in California. Nel gennaio 2020, ha annunciato di essere incinta, esprimendo interesse a tornare eventualmente al golf competitivo. Il 19 giugno 2020 ha dato alla luce una figlia di nome Makenna. Nell'ottobre 2024 ha dato alla luce il suo secondo figlio, un maschio.

## Carriera
All'età di 10 anni è stata la più giovane golfista a qualificarsi per un campionato amatoriale USGA. È stata inoltre la più giovane vincitrice dello U.S. Women's Amateur Public Links e la più giovane a qualificarsi ad un evento del LPGA Tour.
Passa al professionismo nel 2005, poco prima del suo sedicesimo compleanno, accompagnata da un grande numero di attese e sponsorizzazioni. Vince il suo primo major nel 2014, allo U.S. Women's Open.

## Vittorie professionali (5)

### LPGA Tour vittorie (5)
| Legenda              |
| Campionati Major (1) |
| Altri LPGA Tour (4)  |

| No. | Data              | Torneo                          | Punteggio di vincita  | Margine | Secondo/i                                                     | Montepremi del vincitore ($) |
| --- | ----------------- | ------------------------------- | --------------------- | ------- | ------------------------------------------------------------- | ---------------------------- |
| 1   | 15 novembre, 2009 | Lorena Ochoa Invitational       | −13 (70-66-70-69=275) | 2 colpi | Paula Creamer                                                 | 220,000                      |
| 2   | 29 agosto, 2010   | CN Canadian Women's Open        | −12 (65-69-72-70=276) | 3 colpi | Jee Young Lee, Kristy McPherson, Suzann Pettersen, Jiyai Shin | 337,500                      |
| 3   | 19 aprile, 2014   | LPGA Lotte Championship         | −14 (70-67-70-67=274) | 2 colpi | Angela Stanford                                               | 255,000                      |
| 4   | 22 giugno, 2014   | U.S. Women's Open               | −2 (68-68-72-70=278)  | 2 colpi | Stacy Lewis                                                   | 720,000                      |
| 5   | 4 marzo, 2018     | HSBC Women's World Championship | −17 (67-73-66-65=271) | 1 colpo | Brooke Henderson, Danielle Kang, Nelly Korda, Jenny Shin      | 225,000                      |

## Tornei Major

### Vittorie (1)
| Anno | Campionato        | Punteggio di vittoria | Margine | Secondo     |
| ---- | ----------------- | --------------------- | ------- | ----------- |
| 2014 | U.S. Women's Open | −2 (68-68-72-70=278)  | 2 colpi | Stacy Lewis |